# 公正取引協議会
公正取引協議会（こうせいとりひききょうぎかい）は、消費者庁、公正取引委員会より認定され、公正競争規約の適切な運用を図ることを目的に設立された協議会であり、主な内容は公正競争規約の周知徹底や不当景品類及び不当表示防止法、公正取引に関する法令の普及・違反防止、規約違反の疑いがあった場合の事実調査、規約違反に対する処置がある。運営団体ごとに公正マークを発行するなどしている。公正取引協議会を統括する組織として全国公正取引協議会連合会がある。83の業種で構成されている。外資系企業が加入している協議会も存在する。

## 協議会

### 食品一般
- 全国飲用牛乳公正取引協議会
- はっ酵乳、乳酸菌飲料公正取引協議会
- 殺菌乳酸菌飲料公正取引協議会
- チーズ公正取引協議会
- アイスクリーム類及び氷菓公正取引協議会
- 全国はちみつ公正取引協議会
- 全国ローヤルゼリー公正取引協議会
- 全国辛子めんたいこ食品公正取引協議会
- 全国削節公正取引協議会
- 食品のり公正取引協議会
- 全国食品缶詰公正取引協議会
- 全国トマト加工品業公正取引協議会
- 全国粉わさび公正取引協議会
- 全国生めん類公正取引協議会
- 日本即席食品工業公正取引協議会
- 全国ビスケット公正取引協議会
- 全国チョコレート業公正取引協議会
- チョコレート利用食品公正取引協議会
- 全国チューインガム業公正取引協議会
- 凍豆腐製造業公正取引協議会
- 全国味噌業公正取引協議会
- 醤油業中央公正取引協議会
- 日本ソース業公正取引協議会
- 全国食酢公正取引協議会
- カレー業全国公正取引協議会
- 果実飲料公正取引協議会
- 全国コーヒー飲料公正取引協議会
- 全日本コーヒー公正取引協議会
- 日本豆乳公正取引協議会
- マーガリン公正取引協議会
- 全国観光土産品公正取引協議会
- ハム・ソーセージ類公正取引協議会
- 日本パン公正取引協議会
- 全国食肉公正取引協議会
- 全国ドレッシング類公正取引協議会
- もろみ酢公正取引協議会
- 食用塩公正取引協議会
- 鶏卵公正取引協議会

### 酒類
- 日本ワイナリー協会
- ビール酒造組合
- 日本洋酒輸入協会
- 日本洋酒酒造組合
- 日本酒造組合中央会
- 日本蒸留酒酒造組合
- 全国小売酒販組合中央会

### 身のまわり品
- 全国帯締め羽織ひも公正取引協議会
- 眼鏡公正取引協議会

### 家庭用品
- 全国家庭電気製品公正取引協議会

### 医薬品・化粧品等
- 医療用医薬品製造販売業公正取引協議会
- 医療用医薬品卸売業公正取引協議会
- 化粧品公正取引協議会
- 化粧石けん公正取引協議会
- 洗剤・石けん公正取引協議会
- 歯磨公正取引協議会
- 防虫剤公正取引協議会

### 出版物等
- 新聞公正取引協議会
- 出版物小売業公正取引協議会
- 雑誌公正取引協議会

### 自動車等
- 自動車公正取引協議会
- タイヤ公正取引協議会
- 農業機械公正取引協議会

### 不動産
- 不動産公正取引協議会連合会
  - 北海道不動産公正取引協議会
  - 東北地区不動産公正取引協議会
  - 首都圏不動産公正取引協議会
  - 東海不動産公正取引協議会
  - 北陸不動産公正取引協議会
  - 近畿地区不動産公正取引協議会
  - 中国地区不動産公正取引協議会
  - 四国地区不動産公正取引協議会
  - 九州不動産公正取引協議会

### サービス業
- 旅行業公正取引協議会
- 全国銀行公正取引協議会
- 指定自動車教習所公正取引協議会

### その他
- 写真機類卸売業公正取引協議会
- ペットフード公正取引協議会
- 全国釣竿公正取引協議会
- 鍵盤楽器公正取引協議会
- 衛生検査所業公正取引協議会
- スポーツ用品公正取引協議会
- 日本記録メディア製品公正取引協議会
- 医療機器業公正取引協議会